# Lindenbaum Verlag
Der Lindenbaum Verlag ist ein in Beltheim-Schnellbach ansässiger, im Jahr 1983 gegründeter Verlag unter Leitung von Siegfried Bublies. Bublies ist ebenfalls Leiter des rechtsextremen Verlags Bublies.

## Programm
Der Verlag bietet verschiedene Bücher und Tonträger über die Geschichte Deutschlands an, der Fokus liegt dabei auf der Lokalgeschichte Schlesiens, Pommerns und Ostpreußens. Außerdem vertrieb der Verlag bis mindestens 2019 über seine Online-Seite Flaggen, u. a. die alte deutsche Reichsflagge.

## Ausrichtung
Der Verlag verweist über Empfehlungen zu „wichtigen Büchern anderer Verlage“ u. a. auf Bücher vom Verlag Antaios, welcher dem Spektrum der Neuen Rechten zuzuordnen ist. Siegfried Bublies, der Inhaber des Verlags, war selbst Mitglied der Nationaldemokratischen Partei Deutschlands (NPD) und ehemaliger stellvertretender Landesvorsitzender der JN und betreibt ebenfalls den Verlag Bublies, welcher inhaltliche Überschneidungen aufweist.

## Autoren/Herausgeber
- Andreas Vonderach
- Reinhard Schmoeckel
- Klaus Kunze
- Wolfgang Venohr
- Albrecht Rothacher
- Beate Szillis-Kappelhoff
- Wolfgang Wieder
- Rolf Stolz